# Rezipiens
Rezipiens (auch: der Rezipient oder Rezeptor) bezeichnet in der Sprachwissenschaft diejenige semantische Rolle, die etwas erhält. 

## Beispiel
Das Rezipiens wird im Deutschen in der Regel syntaktisch durch ein indirektes Objekt (in der Kasusterminologie Dativ) realisiert, wie in folgendem Beispiel, in dem die Nominalphrase dem Vater die Rolle eines Rezipiens hat:
(1.) Peter gibt dem Vater das Fernglas.